# きくらげ (イラストレーター)
きくらげは、日本のイラストレーター・ゲーム原画家、および漫画家。男性。東京都在住。KIKURAGEという別名義も使用している。
同人サークル「きくらげ屋」を主催している。

## 作品リスト

### 小説挿絵
- 『フラグの王子様』 （2008年10月 - 2009年8月、著：織田兄第、ホビージャパン〈HJ文庫〉、全3巻）
- 『文芸部発マイソロジー』（2009年5月 - 2010年2月、著：早矢塚かつや、一迅社〈一迅社文庫〉、全3巻）
- 『神と奴隷の誕生構文』（2010年5月 - 2011年1月、著：宇野朴人、アスキー・メディアワークス〈電撃文庫〉、全3巻）
- 『くいなパスファインダー』（2010年8月、著：瀬尾つかさ、一迅社〈一迅社文庫〉、全1巻）
- 『スメラギガタリ』（2011年3月 - 2011年6月、著：宇野朴人、アスキー・メディアワークス〈メディアワークス文庫〉、全2巻）
- 『東京廃区の戦女三師団』（2016年10月 - 2017年7月、著：舞阪洸、KADOKAWA〈富士見ファンタジア文庫〉、全3巻）
- 『堕天の狗神 -SLASHDØG-』（2017年11月 - 、著：石踏一榮、KADOKAWA〈富士見ファンタジア文庫〉、 既刊3巻）
- 『SSSランク賞金首のバカップル、ドラゴン娘を拾う』（2019年3月 - 、著：猫又ぬこ、講談社〈講談社ラノベ文庫〉、既刊1巻）

### 漫画作品

#### 単行本
成人向け
- 『きみとえっち』ジーオーティー〈GOTコミックス〉、2016年5月14日初版発行〈2016年4月25日発売[2]〉、ISBN 978-4-86084-864-4
  - ちえはえっち？（『comicアンスリウム』vol.37、2016年4月）
  - ちえとえっち（『comicアンスリウム』vol.7、2013年10月）
  - ちえとえっちなびでお（『comicアンスリウム』vol.16、2014年7月）
  - なおとえっち（『comicアンスリウム』vol.14、2014年5月）
  - えるとえっち（『comicアンスリウム』vol.25、2015年4月）
  - なおとえっち2（『comicアンスリウム』vol.29、2015年8月）
  - ちえとえっちなくりすます（『comicアンスリウム』vol.33、2015年12月）
  - ちえとえっち final（『comicアンスリウム』vol.36、2016年3月）
  - きみとずっと…（描き下ろし）
  - 先輩と片瀬さん（『comicアンスリウム』vol.13、2014年4月）
  - 山田くん、ちゃんとして！（『comicアンスリウム』vol.19、2014年10月）
  - 山田くん、ちゃんとして!!（『comicアンスリウム』vol.28、2015年7月）
  - 山田くん、ちゃんとして!!!（『comicアンスリウム』vol.32、2015年11月）
  - 山田くん、ちゃんとして♥（描き下ろし）
  - 番外編 山田くん、ちゃんとして♥（描き下ろし）
  - コーちゃんとエリス（描き下ろし）

一般向け
- 『堕天の狗神 -SLASHDØG-』KADOKAWA〈MFコミックス アライブシリーズ〉全2巻（原作：石踏一榮、『月刊コミックアライブ』2020年2月号[3] - 2021年1月号）
- 『モダン†ロマネスコ』KADOKAWA〈MFコミックス アライブシリーズ〉全2巻（『月刊コミックアライブ』2022年1月号[4] - 2022年12月号[5]）
  1. 2022年4月21日発売[6][7]、ISBN 978-4-04-681230-8
  2. 2022年12月22日発売[8]、ISBN 978-4-04-681971-0
- 『ゴブリン侍』KADOKAWA〈カドコミ〉既刊2巻（『カドコミ』2024年7月20日 - 連載中）
  1. 2025年1月7日発売[9][10]、ISBN 978-4-04-811407-3
  2. 2025年3月7日発売[11]、ISBN 978-4-04-811446-2

#### 単行本未刊行
- 『天孫降臨』 （『もえ☆スタ』Vol.1 - 15、2007年4月 - 2009年8月）

### ゲーム原画
商業PCゲーム
- 『おいしい魔法のとなえかた。』（C：drive.、2007年2月）
- 『あまあね』（ピースソフト、2010年6月）
- 『君を仰ぎ乙女は姫に』（ピースソフト、2011年7月）
- 『あまかん -エッチなラブいちゃ詰めちゃいました-』（ピースソフト、2011年12月）
- 『ずっとつくしてあげるの!』（ピースソフト、2012年4月）
- 『しあわせ家族部』（Purple software、2012年5月）

MMORPG
- 『ルナティア -プラチナファンタジーオンライン-』（エムゲームジャパン、2009年1月）

携帯電話ゲーム
- 『美少女鬼女島殺人事件』 （エイチーム）
- 『華の平成メイド道』 （エイチーム）

### その他
- 『史上最強の弟子ケンイチ 闇の襲撃』（第1話エンドカード、2012年）
- 『翠星のガルガンティア』（第8話エンドカード、2013年）